# Ciechomice (województwo pomorskie)
Ciechomice (kaszb. Cechòmice, niem. Friedrichshof) – kolonia w Polsce położona w województwie pomorskim, w powiecie słupskim, w gminie Kobylnica na Równinie Słupskiej przy trasie linii kolejowej Słupsk-Miastko.
W latach 1975–1998 miejscowość administracyjnie należała do województwa słupskiego.

## Nazwa
Nazwa miejscowości jest tzw. chrztem nazewniczym i ma charakter pseudopatronimiczny. Powstała przez dodanie do nazwy osobowej Ciechoma formantu -ice. Pierwotna niemiecka nazwa Friedrichshof ma charakter pamiątkowy i jest złożeniem dwóch członów: nazwy osobowej Friedrich „Fryderyk” i nazwy pospolitej Hof „zagroda, folwark”.
Rada Języka Kaszubskiego proponuje opartą na polskiej kaszubską formę nazwy Cechòmice.